# محمد طعان
محمد طعان (من مواليد 1952 في مدينة صور بلبنان) هو روائي وجراح لبناني.
نشر عشر روايات بالفرنسية، تُرجمت جميعها إلى العربية والفارسية، وبعضها للإنجليزية، والألمانية، والتركية، والهوسية، والسواحيلية.

## مسيرته
في عام 1958، التحق بعائلته في ساحل العاج وبدأ تعليمه هناك. عاد إلى لبنان عام 1962 للالتحاق بالجامعة والتحضير للبكالوريا. بعد حصوله على البكالوريا، غادر إلى فرنسا عام 1967 لدراسة الطب والجراحة في جامعة بول ساباتير في تولوز.
بعد تخرّجه، أصبح جراحًا في وزارة الصحة المغربية، وعاش في الدار البيضاء لمدة 5 سنوات.
عاد إلى لبنان عام 1984، على أمل فتح مستشفى في منطقته الأصلية. لكن الحرب الأهلية حالت دون ذلك.
في عام 1987، انتقل إلى نيجيريا وافتتح عيادة في لاغوس.
عاش لأكثر من ثلاثين عامًا بين لبنان ونيجيريا وفرنسا.

## قائمة أعماله
- 1999: فول سوداني (العنوان الأصلي: Arachide) (ردمك 2-7087-0639-X)
- 1999: ما باحت به ساره
- 2001: نوستالجيا (العنوان الأصلي: Nostalgie)
- 2001: صيف الجرّاح (العنوان الأصلي: L'Été du chirurgien) (ردمك 2-7475-0845-5)
- 2002: الخواجا (العنوان الأصلي: Khawaja) (ردمك 2-7475-1932-5)
- 2004: رحلة بهمان (العنوان الأصلي: Bahmane) (ردمك 9782747559539)[2]
- 2006: سيد بغداد (العنوان الأصلي: Le Sayyed de Bagdad) (ردمك 9782912728395)
- 2014: زائر وجدة (العنوان الأصلي: Le Pèlerin de Oujda) 899266920
- 2018: لاجئو بيشاور (العنوان الأصلي: Les Réfugiés de Peshawar) (ردمك 978-2-343-17001-5)
- 2019: إنَّها غلطة فلوبير (العنوان الأصلي: C’est la faute à Flaubert) (ردمك 9782407013951)[3]